# 354-es busz (Kecskemét)
A kecskeméti 354-es jelzésű autóbusz Hetényegyháza, vasútállomás és Hetényegyháza, autóbusz-forduló között közlekedik. A viszonylatot a Kecskeméti Közlekedési Központ megrendelésére az Inter Tan-Ker Zrt. üzemelteti.

## Története
A járatot 2020. december 13-án indították, csatlakozást biztosítva Hetényegyháza vasútállomásnál a vasútra.

## Útvonala
| Hetényegyháza, autóbusz-forduló felé | Hetényegyháza, vasútállomás felé |
| --- | --- |
| Hetényegyháza, vasútállomás vá. – Darányi Ignác utca – Miklós Gyula utca – Putnoki János utca – Kossuth Lajos utca – Miklós Gyula utca – Hetényegyháza vá. | Hetényegyháza vá. – Miklós Gyula utca – Kossuth Lajos utca – Putnoki János utca – Miklós Gyula utca – Darányi Ignác utca – Hetényegyháza vá. |

## Megállóhelyei
| 0  | 0                      | Hetényegyháza, vasútállomás végállomás | 14                          | S210 353    |
|    | 2                      | Darányi Ignác utca                     | 11                          |             |
| 3  | Miklós Gyula utca      | 10                                     |                             |             |
| 5  | Petrovics István utca  | 8                                      |                             |             |
| 6  | Pápai Vincéné utca     | 7                                      |                             |             |
| 7  | Iskola utca            | 6                                      |                             |             |
| 9  | Putnoki utca           | 4                                      |                             |             |
| 10 | Pajtás utca            | 3                                      |                             |             |
| 12 | Hetényegyháza, Újtelep | 1                                      | 15, 15D, 29 Helyközi buszok |             |
| 7  | 13                     | Hetényegyháza végállomás               | 0                           | 15, 15D, 29 |